# 陳塏 (宋朝)
陳塏（？—1268年），字子爽，一作子奭，号可斋，南宋嘉兴（今浙江省嘉兴市）人，祖籍莱州三山。
陳塏历任京湖制置使司主管机宜文字，知德安府、安庆府，入朝为太府卿、司农卿，权工部侍郎兼同详定敕令官，兼中书门下省检正诸房公事。奏请士大夫砥砺廉耻之心，以名节为重，以利禄为轻。不久以言罢职。进为集英殿修撰、知婺州。改为户部侍郎、淮东总领，提领江、淮茶盐所兼知太平州，兼江东转运副使。发公帑代三县百姓输折丝帛钱，又建浮淮书堂。官至户部尚书，以宝文阁学士知潭州兼湖南安抚使。加端明殿学士，提举太平兴国宫。去世后，谥清毅。著有《可斋瓿稿》二十卷。